# ساختار جبری
ساختار جبری (به انگلیسی: algebraic structure) عبارت است از یک یا چند مجموعه غیر تهی، که یک یا چند عمل یا رابطه روی آن تعریف شده باشد. جبر مجرد به مطالعه ساختارهای جبری می‌پردازد.
به عنوان مثال مجموعه اعداد طبیعی به همراه رابطه کوچک‌تری، مجموعه اعداد حقیقی به همراه عمل جمع نمونه‌هایی از یک ساختارهای جبری هستند. گاهی ممکن است ساختمان جبری همراه بیش از یک عمل دوتایی باشد مانند مجموعه اعداد حقیقی به همراه دو عمل جمع و ضرب.
این ساختارها معمولاً دارای اصول موضوع تعریف شده‌ای هستند. از جمله مهم‌ترین ساختارهای جبری مجرد می‌توان تکواره‌ها، گروه‌ها، حلقه‌ها، مشبکه‌ها (توری‌ها) را نام برد.

## انواع ساختارهای جبری

### تکواره‌ها
تعریف: مجموعهٔ غیر تهی M و عملگر دوتایی o و عضو ویژهٔ e از مجموعهٔ M را در نظر می‌گیریم. ساختار جبری (M=(M,o،e را یک تکواره گویند هرگاه داشته باشیم:
(۱) ∀ a,b،c ϵ M a o (b o c)=(a o b) o c
```
 (۲) ∀ a ϵ M a o e=e o a=a
```